# Karfreitagsprozession (Lohr)

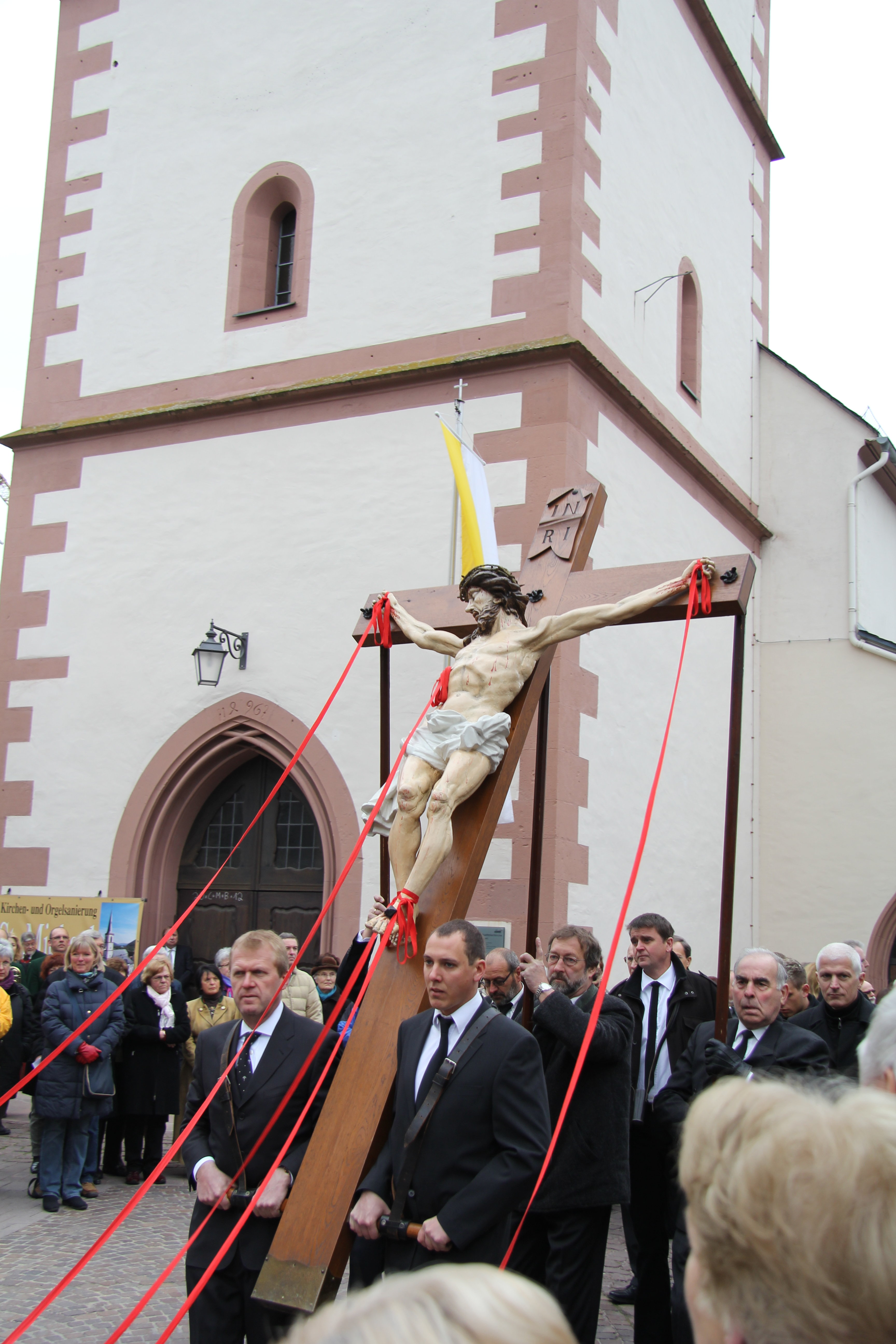
Lohrer Karfreitagsprozession 2012

Die Karfreitagsprozession in Lohr am Main in Unterfranken ist die älteste noch gepflegte in Deutschland und zieht jedes Jahr tausende Besucher an.
Dreizehn lebensgroße Figuren, die den Leidensweg Christi darstellen, werden am Vormittag des Karfreitags vom Kirchplatz vor St. Michael entlang eines Rundweges getragen, der über die große Kirchgasse, die Lohrtorstraße, den Seeweg, die Fischergasse, die Grabenstraße, die Anlagenstraße, die Alfred-Stumpf-Straße und die Hauptstraße wieder zurück zum Kirchplatz verläuft. Die Prozession erfolgt seit 1960 schweigend, begleitet lediglich durch Paukenschläge und die beiden teilnehmenden Kapellen.
Die Lohrer Karfreitagsprozession ging aus einer ursprünglich viel größeren barocken, wohl in den Jahren nach dem Dreißigjährigen Krieg entstandenen Prozession mit Bildern hervor. Die älteste gesicherte Erwähnung in den Kirchenrechnungen der Pfarrei St. Michael stammt aus dem Jahr 1656.

## Prozessionsordnung

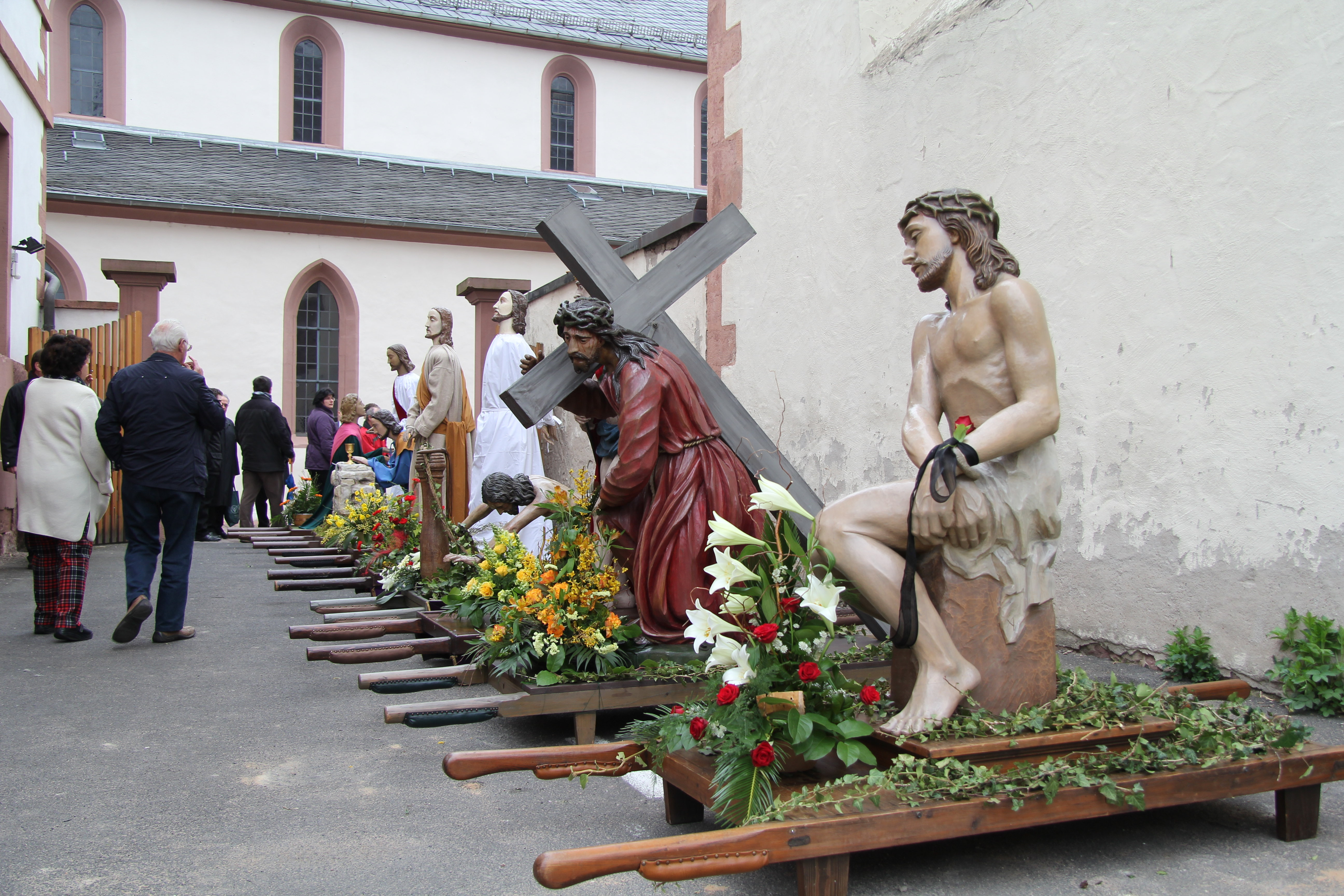
Figuren der Prozession

Die Figuren werden von Angehörigen der verschiedenen Handwerkerinnungen getragen, auch die Eltern mitwirkender Kinder gehören den jeweiligen Berufen an. Die Prozessionsordnung:
1. Ministranten mit Kreuz und dunklen Bannern
2. Lohrer Stadtkapelle
3. Schilderträger und Zunftstangen
4. Figur: das heilige Abendmahl (Büttnerinnung, Brau- und Gastgewerbe)
5. Figur: Christus am Ölberg (Schreiner-, Glaser und Drechslerinnung Modellschreiner)
6. Figur: die Gefangennahme (Wagner-, Schmiede- und Schlosserinnung, Metall- und Eisenarbeiter)
7. Figur: die Verspottung Jesu  (Messerschmiede, Seiler- und Häfnerinnung, Uhrmacher, Feinmechaniker, Elektriker, medizinische Berufe)
8. Figur: die Geißelung Christi (Schuhmacher- und Sattlerinnung, Polsterer, Raumgestalter, Fliesenleger und Kolpingfamilie)
9. Figur: Ecce homo (Metzgerinnung, Nahrungsmittelgeschäfte)
10. Figur: Kreuzträger (Gärtner, Landwirte, Obst- und Gemüsehandel, Förster, Waldarbeiter)
11. Figur: Jesus wird seiner Kleider beraubt (Schneiderinnung, Bekleidungsindustrie, Textilhandel)
12. Figur: Das Fünfwundenkreuz (Baugewerbe, Maurer-, Zimmerer-, Maler-, Tüncher-, Spengler- und Dachdeckerinnungen)
13. Figur: das Kreuz unserer Zeit (KAB, DPSG)
14. Figur: Pietà (Mädchen)
15. Figur: das Heilige Grab (Bäcker- und Konditorinnung, Einzelhandel)
16. Figur: das Zeichen des Jona – Zeichen der Auferstehung (Feuerwehr)
17. Schüler
18. Kapelle aus Wombach
19. Geistlichkeit und Mandatsträger
20. Gemeinde